# La calúmnia
La calúmnia  (títol original en anglès: The Children's Hour) és una pel·lícula estatunidenca dirigida per William Wyler i estrenada el 1961. Ha estat doblada al català.

## Argument
En una regió d'alt nivell dels Estats Units, Karen i Martha, dues velles amigues (es van conèixer quan estudiaven), aconsegueixen, després de començaments difícils, rendibilitzar el seu pensionat privat per a noies. Karen és promesa amb el doctor Joe Cardin del qual Martha és una mica gelosa. Les dues directores sorprenen freqüentment una de les seves petites pensionades, Mary Tilford, mentint desvergonyidament. Castigada, i irritada contra les seves professores, la noia, amb el suport d'una de les seves companyes, Rosalie, a qui fa xantatge després d'haver descobert que és cleptòmana. D'aquesta, conta a la seva riquíssima àvia Amelia Tilford que ha vist les dues directores tenir relacions inconfessables. Com una reguera de pólvora, tots els pares retiren les seves filles del pensionat que queda de seguida desert. Després d'un procés perdut, les dues joves, la reputació de les quals ha quedat destruïda, encara estan confrontades a altres proves: el dubte s'ha instal·lat en l'esperit del promès de Karen i les seves esposalles s'han trencat mentre Karen i Martha són objecte d'un voyeurisme constant de part de la gent masculina del lloc. En el seu aïllament i sota aquesta pressió, Martha comença a perdre peu i reconeix a Karen que pensa portar-li realment des de sempre aquest amor prohibit de què han estat acusades. Després que les mentides de la noia responsable del rumor hagin estat fortuïtament descobertes per la seva mare, Martha es suïcida sota el pes de la seva culpabilitat.

## Repartiment
- Audrey Hepburn: Karen Wright
- Shirley MacLaine: Martha Dobie
- James Garner: El Doctor Joe Cardin
- Miriam Hopkins: Lily Mortar
- Fay Bainter: Amelia Tilford
- Karen Balkin: Mary Tilford
- Veronica Cartwright: Rosalie
- Sally Brophy: la mare de Rosalie
- Mimi Gibson: Evelyn

## Premis i nominacions

### Premis
- 1962: Golden Laurel al millor paper femení dramàtic per Shirley MacLaine

### Nominacions
- 1962: Oscar a la millor actriu secundària per Fay Bainter
- 1962: Oscar al millor vestuari per Dorothy Jeakins
- 1962: Oscar a la millor direcció artística per Edward G. Boyle i Fernando Carrere
- 1962: Oscar a la millor fotografia per Franz F. Planer
- 1962: Oscar al millor so per Gordon Sawyer
- 1962: Globus d'Or al millor director per William Wyler
- 1962: Globus d'Or a la millor actriu dramàtica per Shirley MacLaine
- 1962: Globus d'Or a la millor actriu secundària per Fay Bainter

## Producció

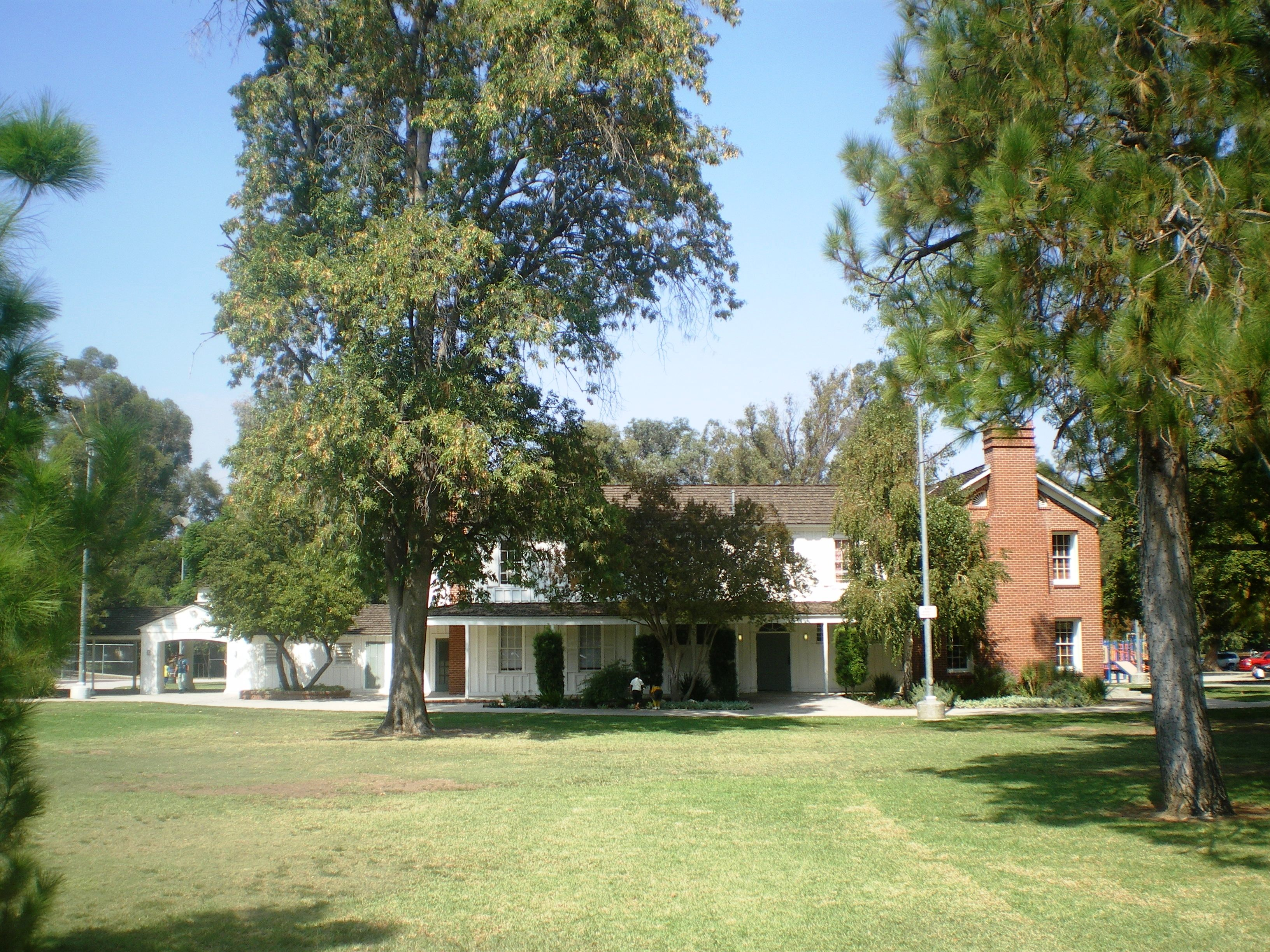
Exteriors al Shadow Ranch

### Guió i muntatge
- Shirley MacLaine, en les memòries,[3] considera que l'obra de Lillian Hellman ha estat traïda pel director William Wyler que

| « | Poruc davant la idea d'haver tractat una història de lesbianes, va tallar totes les escenes on es fa palès l'amor de Martha per Karen, per exemple quan planxava amorosament la seva roba, li raspallava els cabells o li cuinava petits plats | » |

. La majoria d'aquestes escenes han estat restituïdes en la versió DVD (2004).

### Rodatge
- Exteriors a Los Angeles, Califòrnia: Shadow Ranch,[4] Vanowen Street, West Hills, Los Angeles.

## Acollida
- Variety:[5]

| « | Audrey Hepburn i Shirley MacLaine, en els principals papers, es completen admirablement. La delicada sensibilitat d'Audrey Hepburn, la seva meravellosa expressió emocional és memorable, com ho és igualment Shirley MacLaine, rica de manera substancial i profunda. James Garner és eficaç com a promès de la Hepburn i la interpretació de Fay Bainter és destacable com a àvia funestament manipulada per una noia dolenta | » |

- The Cinematic Threads:[6]

| « | He d'admetre amb Lillian Hellman el que em sembla una pregunta oportuna: que hi ha infants murris que són capaços «conscientment» d'enganyar i manipular els altres. Ara, els drets dels infants superen els dels adults a la cèl·lula familiar i la història de Lillian Hellman no oculta el fet que els nens són molt sovint conscients del poder que tenen sobre els seus grans. | » |

## Temes i context
Aquesta pel·lícula ha estat ocultada des de les seves primeres exhibicions amb crítics qualificant-la d'emmidonada i de demostrativa... Segona adaptació de la peça de Lillian Hellman, aquesta versió pateix, segons Variety, d'estar pasada de moda.
Audrey Hepburn sortia tota premiada del recent i immens èxit d'Esmorzar amb diamants de Blake Edwards, mentre Shirley MacLaine havia estat saludada per a la seva precedent prestació a L'apartament de Billy Wilder (1960).
Aquesta pel·lícula en blanc i negre es desenvolupa quasi només en interiors, cosa que confereix una certa austeritat a una història ja difícil a tractar. Però l'acció és constantment rellançada per moltes molles dramàtiques evitant maniqueisme i grans números melodramàtics d'actors que hauria estat temptador desplegar. Hi ha molts gestos esbossats, mirades intenses i amoroses mai explicitades pels diàlegs. En alguns moments, la pel·lícula té fulgors de Nouvelle Vague com l'escena de la revelació al cotxe d'Amelia Tilford o els primers plans destrossats de Karen. La seqüència del xoc de «l'explicació», on Karen queda ensordida i Martha interrogativa, la primera en l'exterior i la segona a l'interior, és una escena completament muda on els plans fixos recorden els de Antonioni a la seva pel·lícula La notte estrenada al començament del mateix any. La realització i l'atmosfera són més british que americanes. A part de Miriam Hopkins, qui continua sent hollywoodienca en la composició del seu personatge desplaçat, les actrius han estat justament apreciades. És clar, que en primera línia, Hepburn i MacLaine són constantment destacables, però cal igualment mencionar l'actuació de Fay Bainter, sòbriament d'Actors Studio.